# Sabinen
Sabinen är en terpen, som finns i bland annat muskotblomolja.
Saponin förekommer i tre isomerformer, var och en med eget CAS-nummer.
Löslig i etanol och dietyleter.
Ämnet är en enzym med EC-nummer 1.14.13.153.
(Förväxla ej med EC-numret för kemiska föreningar: 222-212-4)
Vätskan är brännbar, även dess ånga.
Detta ämne bidrar till smaken i svartpeppar.

## Säkerhetsföreskrifter[1]

Sabinenolja ska förvaras åtskilt från heta värmekällor och gnistor. Rökning förbjuden.
Vid hantering av sabinenolja ska skyddshandskar, skyddsglasögon eller ansiktsskydd användas samt skyddskläder.
Orsakar irritation vid hudkontakt. Allvarlig irritation, om sabinen kommer i ögonen. Livshotande om sabinen sväljes. Andningssvårigheter om ångor inandas.
Åtgärder vid olyckstillfälle: Tvätta händerna med vatten, våta kläder tas av, vid större spill duscha.
Rådgör med sjukvårdspersonal.